# Vicente Guerrero, Vicente Guerrero
Vicente Guerrero är en ort i Mexiko.   Den ligger i kommunen Vicente Guerrero och delstaten Durango, i den centrala delen av landet, 700 km nordväst om huvudstaden Mexico City. Vicente Guerrero ligger 1 925 meter över havet och antalet invånare är 14 559.
Terrängen runt Vicente Guerrero är lite kuperad. Runt Vicente Guerrero är det ganska glesbefolkat, med 23 invånare per kvadratkilometer. Vicente Guerrero är det största samhället i trakten. Trakten runt Vicente Guerrero består i huvudsak av gräsmarker.